# Viktor Nemeš
Viktor Nemeš (en serbe Виктор Немеш), né le 21 juillet 1993 à Senta, est un lutteur gréco-romain serbe.
Son frère jumeau, Mate Nemeš (en), est également lutteur gréco-romain.

## Biographie
En 2015, il représente la Serbie aux Jeux européens de Bakou, dans la catégorie des moins de 75 kg, alors que son frère et rival Mate est sélectionné en moins de 71 kg . Il y remporte la médaille d'argent .
En 2016, il participe d'abord aux championnats d'Europe à Riga, où il gagne une nouvelle médaille d'argent, puis aux jeux olympiques de Rio de Janeiro. Battu en quart de finale, puis en repêchages, il se classe finalement 8e.
En 2017, il remporte le titre mondial à Paris.

## Palmarès

### Jeux olympiques
- 8e en lutte gréco-romaine dans la catégorie des moins de 75 kg en 2016 à Rio de Janeiro

### Championnats du monde
- Médaille d'or en lutte gréco-romaine dans la catégorie des moins de 75 kg en 2017 à Paris
- Médaille de bronze en lutte gréco-romaine dans la catégorie des moins de 77 kg en 2018 à Budapest

### Championnats d'Europe
- Médaille d'argent en lutte gréco-romaine dans la catégorie des moins de 77 kg en 2023 à Zagreb
- Médaille d'argent en lutte gréco-romaine dans la catégorie des moins de 78 kg en 2018 à Kaspiisk
- Médaille d'argent en lutte gréco-romaine dans la catégorie des moins de 75 kg en 2016 à Riga
- Médaille de bronze en lutte gréco-romaine dans la catégorie des moins de 77 kg en 2019 à Bucarest

### Jeux européens
- Médaille d'argent en lutte gréco-romaine dans la catégorie des moins de 75 kg en 2015 à Bakou

### Jeux méditerranéens
- Médaille d'or en lutte gréco-romaine dans la catégorie des moins de 77 kg en 2022 à Oran

### Jeux mondiaux militaires
- Médaille de bronze en lutte gréco-romaine dans la catégorie des moins de 77 kg en 2019 à Wuhan